# Philcade Building
El Philcade Building es un edificio de oficinas en el centro de Tulsa, Oklahoma, en la esquina sureste de East 5th Street y South Boston Avenue. Diseñado por Leon B. Senter, para el petrolero Waite Phillips, se inició en 1929 y se completó en 1931. Se destaca por su arquitectura de estilo Art Deco en zigzag. El edificio fue incluido en el Registro Nacional de Lugares Históricos el 18 de septiembre de 1986, bajo el Criterio C del Registro Nacional. Su número NRIS es 86002196. También es una propiedad contributiva del Distrito Histórico Oil Capital en Tulsa.
Inicialmente llamado Philcade, que se deriva del nombre del propietario, el edificio pasó a llamarse Stanolind Building, después de que la compañía compró el edificio a Phillips en 1942. Stanolind era una subsidiaria de Standard Oil Company (Indiana). Se convirtió en Amoco North Building después de que Amoco compró Standard Oil Company (Indiana) y renombró todas sus subsidiarias con el nombre comercial Amoco, y el 501 Boston Building. La Comisión de Preservación de Tulsa identificó la ubicación del edificio como 515 South Boston Avenue, que no está de acuerdo con otras fuentes. El nombre Philcade ha vuelto al uso popular.

## Descripción
El Philcade fue diseñado para complementar el Philtower Building, que se encontraba directamente al otro lado de 5th Street y también fue propiedad inicialmente de Waite Phillips. Se dice que el estilo arquitectónico de Philcade es el estilo art déco Zigzag, mientras que el Philtower está catalogado como neogótico. El Philcade tiene 13 pisos de altura (sin incluir el ático que se agregó más tarde) y está cubierto con ladrillos de ante.  Los primeros tres pisos en el lado norte tienen un frente de terracota. La planta baja, el entrepiso y el segundo piso fueron diseñados para albergar tiendas minoristas. Las suites de oficina llenaban el edificio desde el tercer piso hacia arriba. La solicitud de NRHP para el edificio dice que en realidad tenía 13 pisos más un ático. Este último fue agregado en 1937 y diseñado para ser una residencia privada para Waite Phillips y su esposa.

### Diseño exterior
El edificio pasó por varios cambios de diseño importantes antes de su finalización. Phillips originalmente planeó que tuviera seis pisos de altura. Luego cambió la altura a nueve y finalmente la aumentó a 13. Sobre el segundo piso, la torre de oficinas tenía una sección transversal en forma de "H", con las alas extendiéndose de norte a sur. El área empotrada entre las alas creaba un pozo de luz que proporcionaba ventilación y luz a las oficinas interiores.
El exterior de la planta baja, el entresuelo y el segundo piso están cubiertos de terracota. La ornamentación exterior de estos pisos refleja el diseño moderno francés, con flora y fauna estilizadas, motivos egipcios y formas naturalistas. La línea del techo de terracota también tiene una decoración de estilo egipcio. Los accesos principales al edificio tienen columnas de estilo egipcio que se extienden hasta el segundo piso. Las columnas se detienen en una viga horizontal de terracota que lleva una cresta con las iniciales "WP" rodeada de enredaderas talladas, frutas y flores.

### Modificación de 1937
En 1937, Phillips tenía el pozo de luz abierto en el sur cerrado y coronado por el ático que se convertiría en la residencia de los Phillips. Waite y su esposa vivieron allí después de que decidieron donar su mansión, Villa Philbrook, a la ciudad de Tulsa. La mansión se convirtió en el hogar del Museo de Arte Philbrook. Las torres de enfriamiento para el sistema de aire acondicionado de Philcade se colocaron encima de las dos alas que se extendían hacia el norte, de modo que no se pudieran ver fácilmente desde el nivel de la calle.

### Diseño de interior

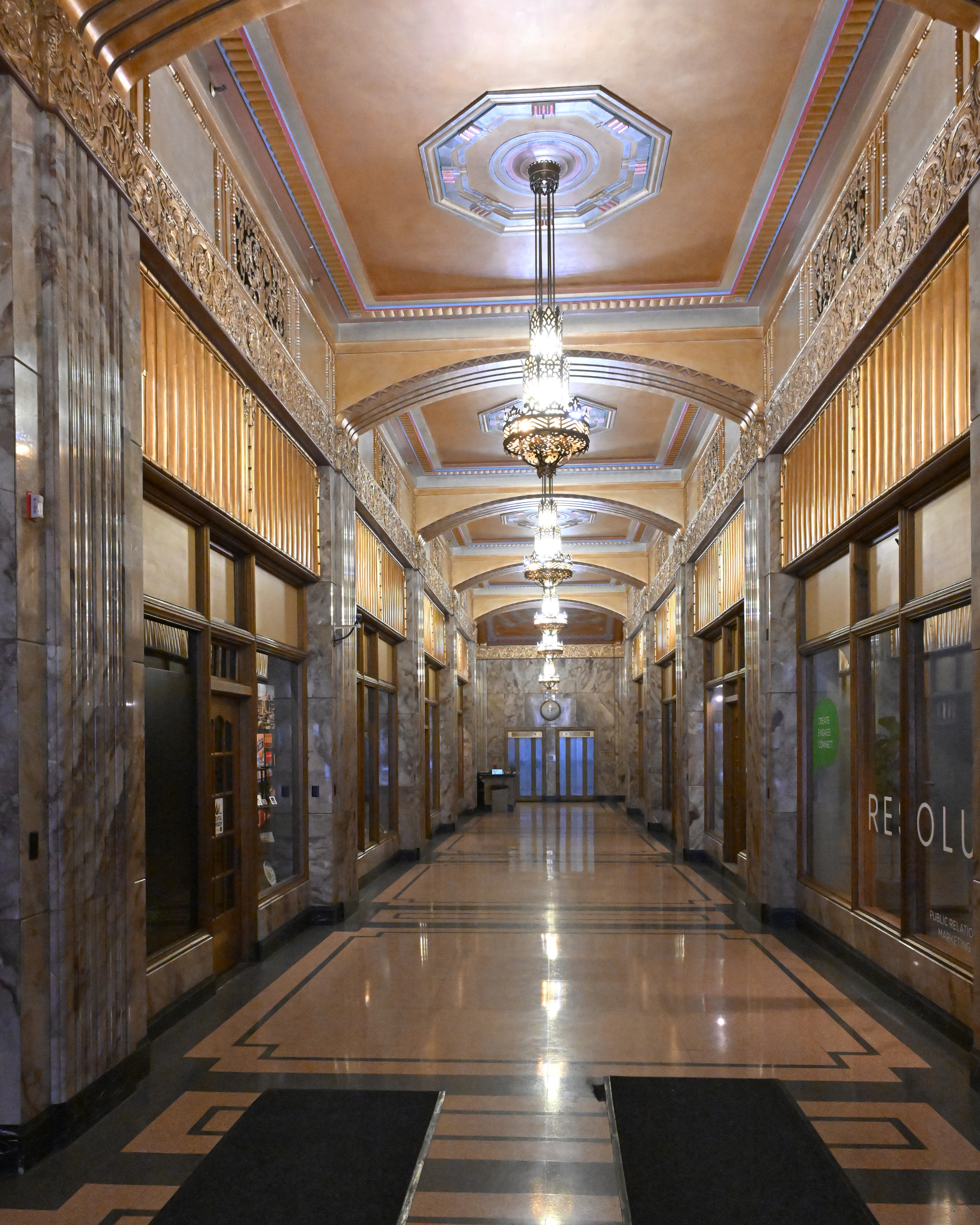
Philcade Building vestíbulo, Tulsa OK

El Philcade puede ser más conocido por su diseño de interiores, especialmente por su vestíbulo lujosamente decorado. Pilastras de mármol sostienen un friso de yeso, cubierto con pan de oro, en la entreplanta. El techo abovedado está decorado con diseños geométricos pintados a mano en rojo, azul, verde, morado y marrón. El techo está adornado con pan de oro. Candelabros de bronce cuelgan del centro de cada diseño de techo.
Los pisos 3 a 13 se dedicaron a suites de oficina de usos múltiples, con diseños repetitivos y sin detalles arquitectónicos significativos. El penthouse, agregado en 1937, tiene 23 habitaciones, con 370 m² de espacio. Las habitaciones de la residencia del ático tienen paredes revestidas con madera y detalles de tipo art déco. Los Phillips se mudaron aproximadamente en el momento en que donaron su Villa Philbrook a Tulsa como museo.

### Túnel
El Philcade Building y el Philtower Building están conectados por un túnel construido en 1929 que corre debajo de 5th Street, una distancia de 24 m. La razón dada fue facilitar el movimiento de carga entre los dos edificios. Algunas fuentes han dicho que Waite Phillips temía ser secuestrado por gánsteres mientras caminaba entre su casa y su oficina, y que el túnel le ofrecería más seguridad. No era un miedo irracional, porque ya había habido casos en otras ciudades donde hombres ricos fueron secuestrados en las calles y retenidos para pedir rescate.
Este túnel fue el primero de este tipo construido en Tulsa. Se construirían más durante la próxima década, conectando con otros edificios importantes. El túnel permaneció abierto para uso general durante muchos años. La puerta del túnel debajo del Philcade ahora está cerrada en todo momento, lo que hace que este segmento esté cerrado al público.